# Ново Звечево
Ново Звечево је насељено место у општини Брестовац, у западној Славонији, Република Хрватска.

## Географија
Ново Звечево је смештено око 30 км северозападно од Брестовца, на путу према Воћину.

## Историја
До нове територијалне организације налазило се у саставу бивше велике општине Славонска Пожега. До краја Другог светског рата Ново Звечево је било већински немачко село које се звало Papuck, по истоименој планини Папук на којој се налази.

## Становништво
Насеље је према попису становништва из 2011. године имало 30 становника.
| Националност       | 1991.       |
| Хрвати             | 42 (37,16%) |
| Срби               | 41 (36,28%) |
| Југословени        | 22 (19,46%) |
| остали и непознато | 8 (7,07%)   |
| Укупно             | 113         |